# Chapelle du château d'Ulriksdal
La chapelle du château d'Ulriksdal, en suédois Ulriksdals slottskapell, est construite à l'initiative du roi de Suède et de Norvège Charles XV en 1863-1865 dans le parc du château d'Ulriksdal.

## Histoire
La première chapelle est aménagée dans l'aile nord du palais par l'architecte français huguenot Jean de la Vallée dans les années 1660, lorsque le Grand chancelier de Suède Magnus Gabriel de la Gardie fait élever son palais. En 1774, elle est démolie sur ordre du roi Gustav III.
Auparavant, à la fin du XVIIe siècle, une chapelle supplémentaire en bois est érigée à l'emplacement de la chapelle actuelle, au sud du château, à l'initiative de la reine Edwige-Éléonore de Holstein-Gottorp pour accueillir toute la cour. Elle est appelée chapelle de la Sainte-Trinité.
En 1865, Charles XV fait démolir cette chapelle et charge l'architecte Fredrik Wilhelm Scholander d'en dessiner une nouvelle. Elle est construite dans le style de la Renaissance hollandaise. La chapelle est meublée avec la collection de Charles XV, notamment des luminaires renaissance et baroque.
En 1881, elle inspire le temple protestant de Saint-Raphaël, en France.

### Orgue
Avant 1963, un harmonium est utilisé. L'orgue mécanique actuel a été construit en 1963 par Olof Rydén.
| Manuel I            | Manuel II         | Pédale        | Couplage |
| Flûte à bec 8'      | Couvert 8'        | Subbasse 16´  | I/P      |
| Principal 4'        | Gamba dentelle 8' | Quintadéna 4' | II/P     |
| Flûte Forestière 2' | Flûte à bec 4'    |               | II/I     |
| Mélange 3 chœur     | Principal 2'      |               |          |
|                     | Scharf 2 chœur    |               |          |

## Architecture

### Extérieur

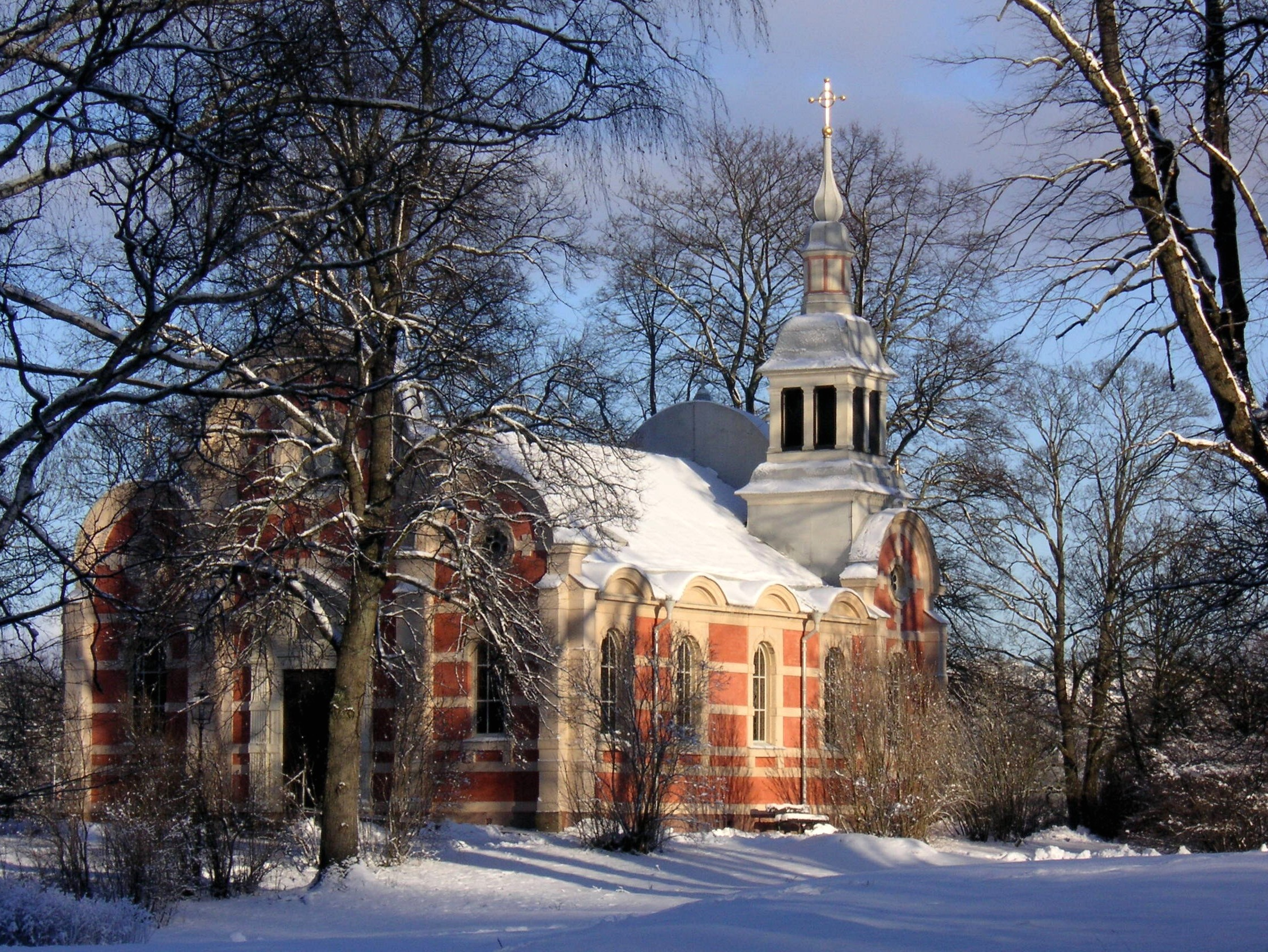
En hiver.
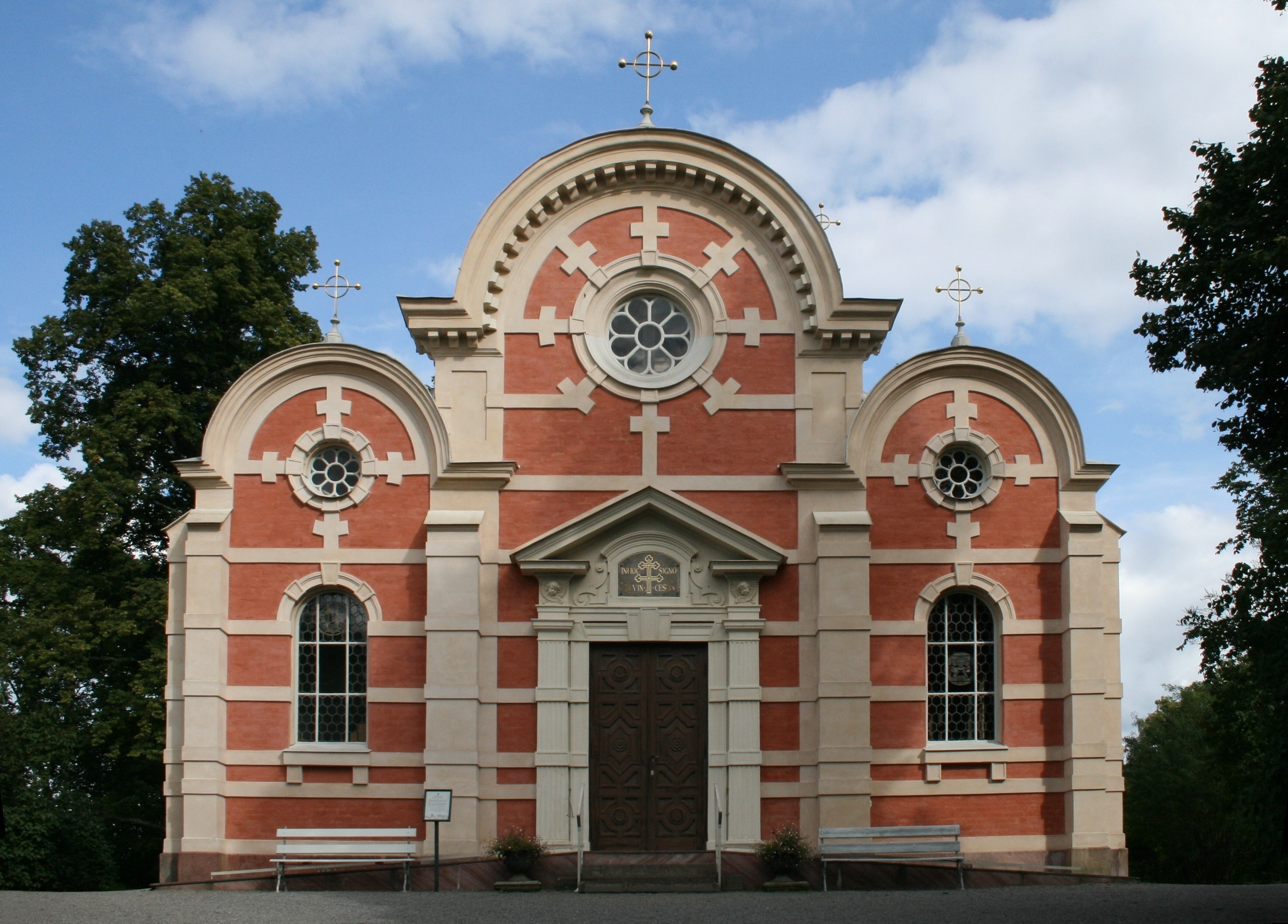
Façade d'entrée.
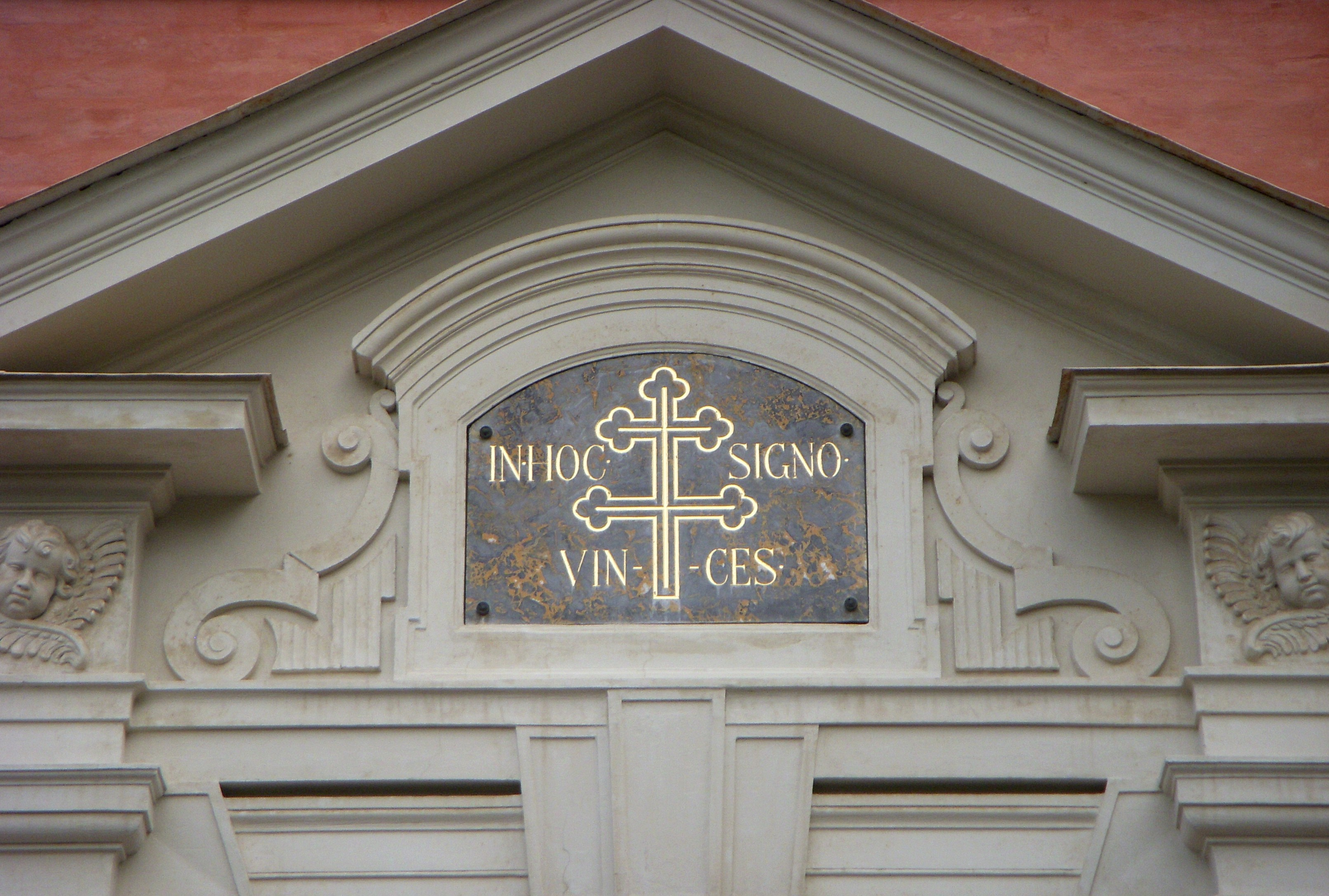
Détail du tympan, In hoc signo vinces.
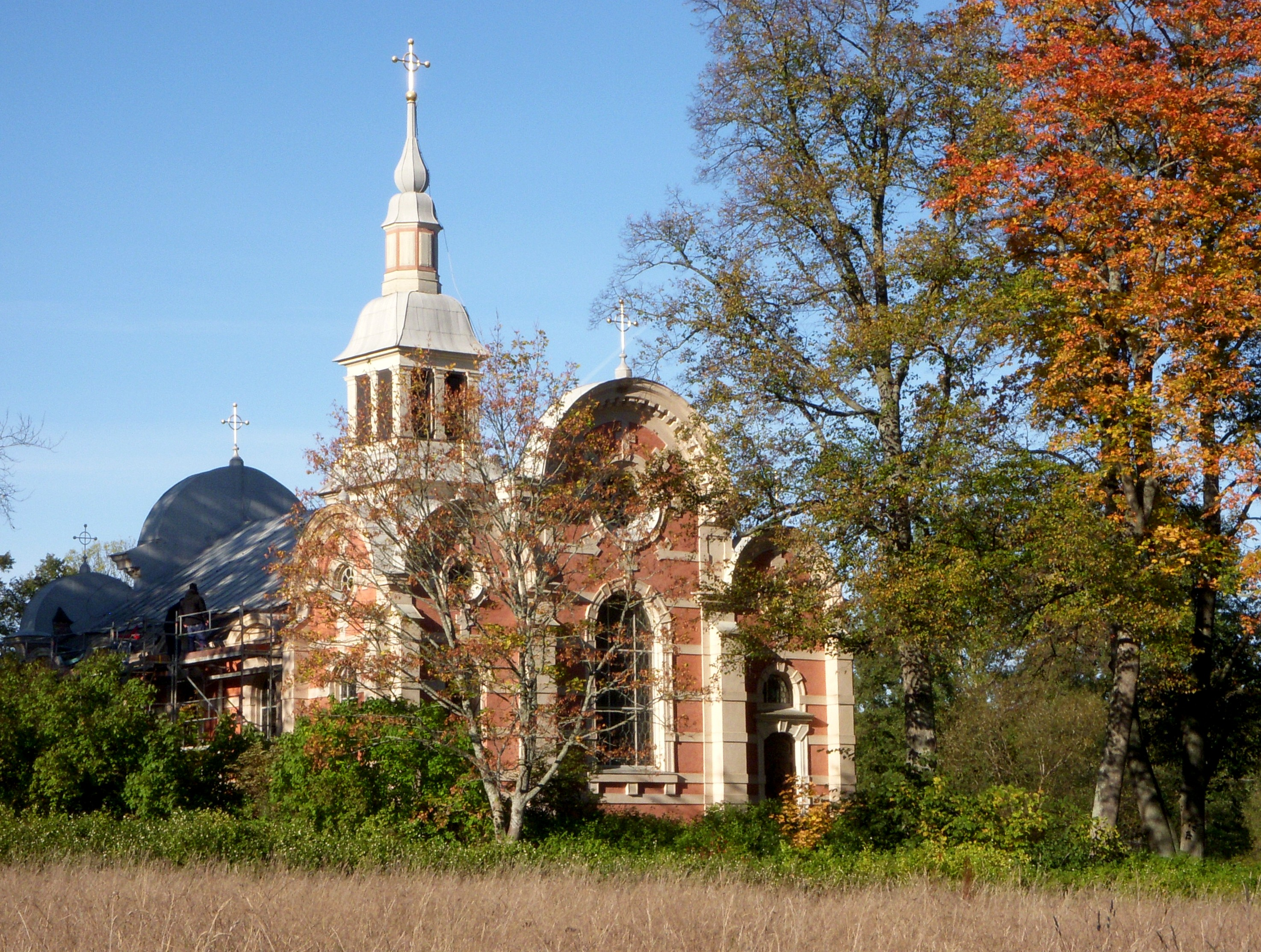
Façade est.

### Intérieur

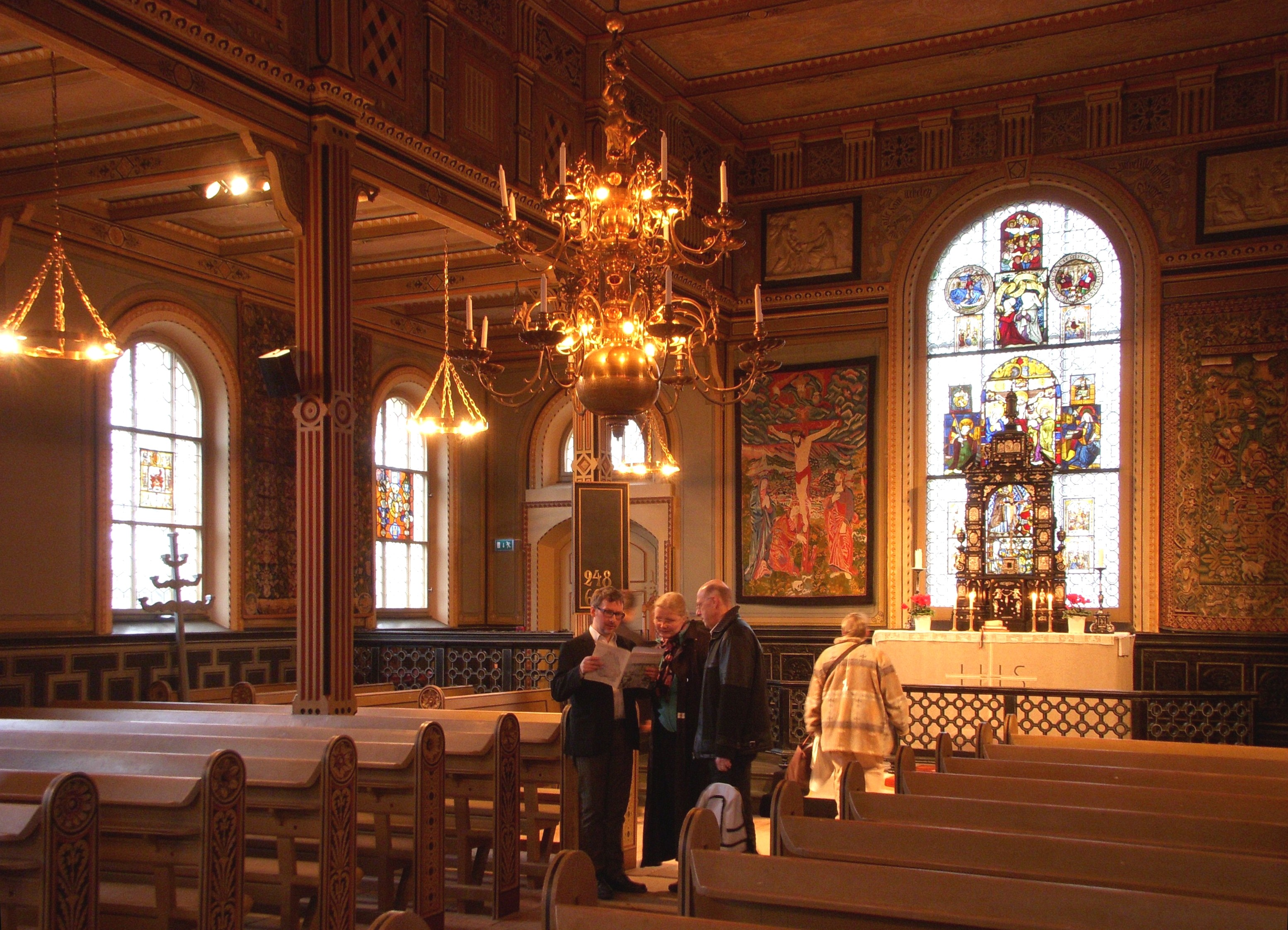
Nef.
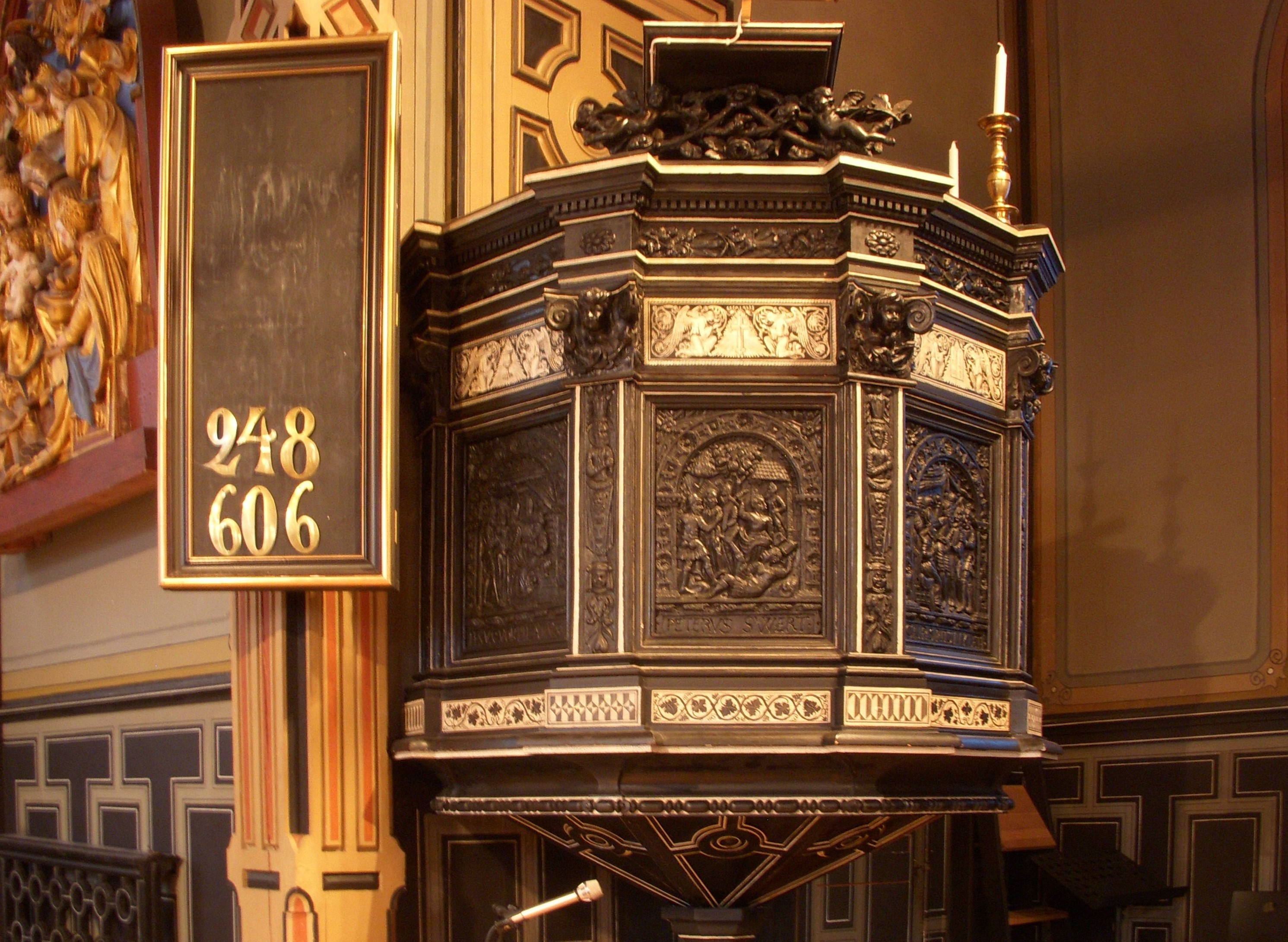
Chaire et tableau des cantiques.
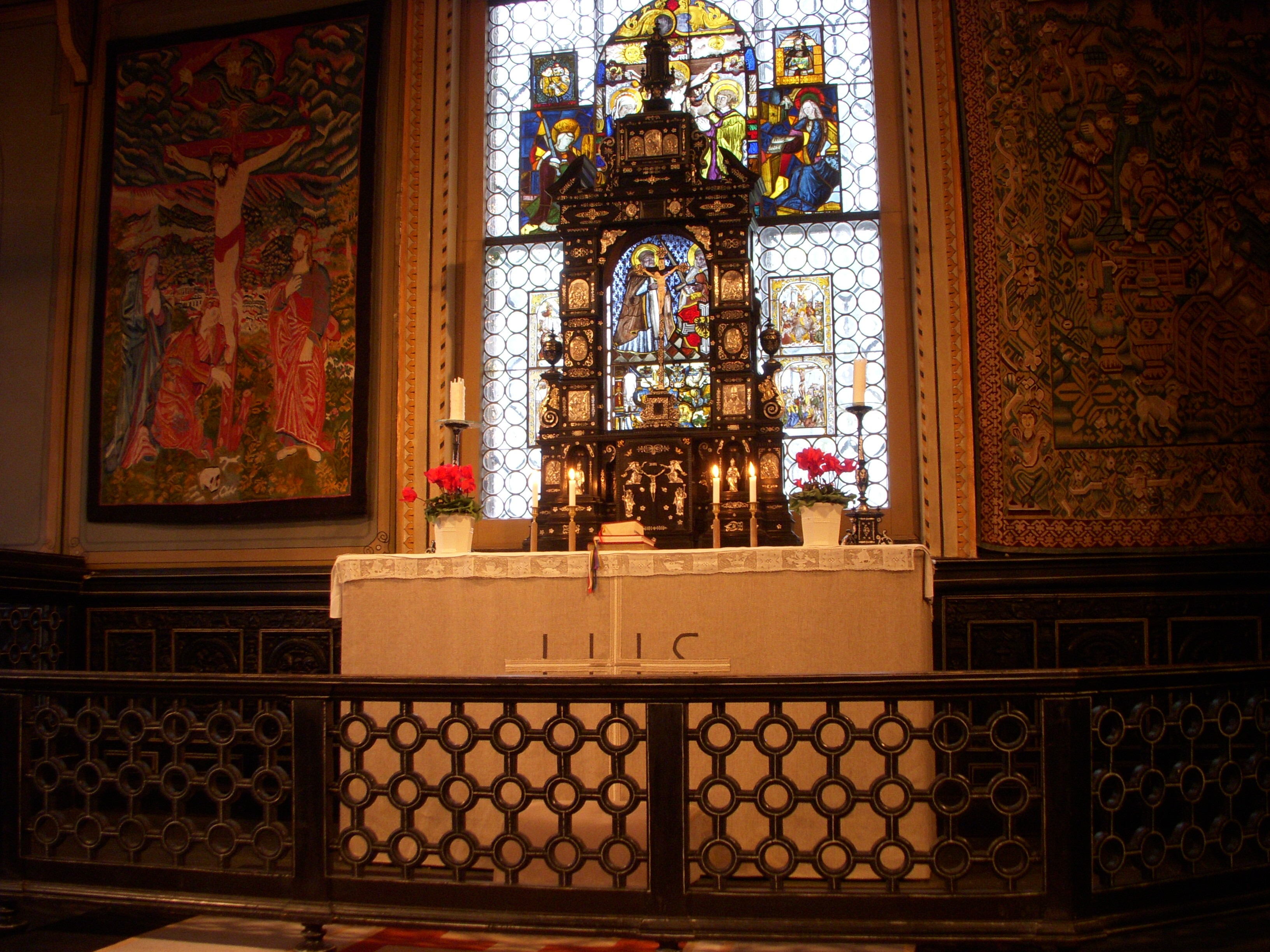
Table de communion.
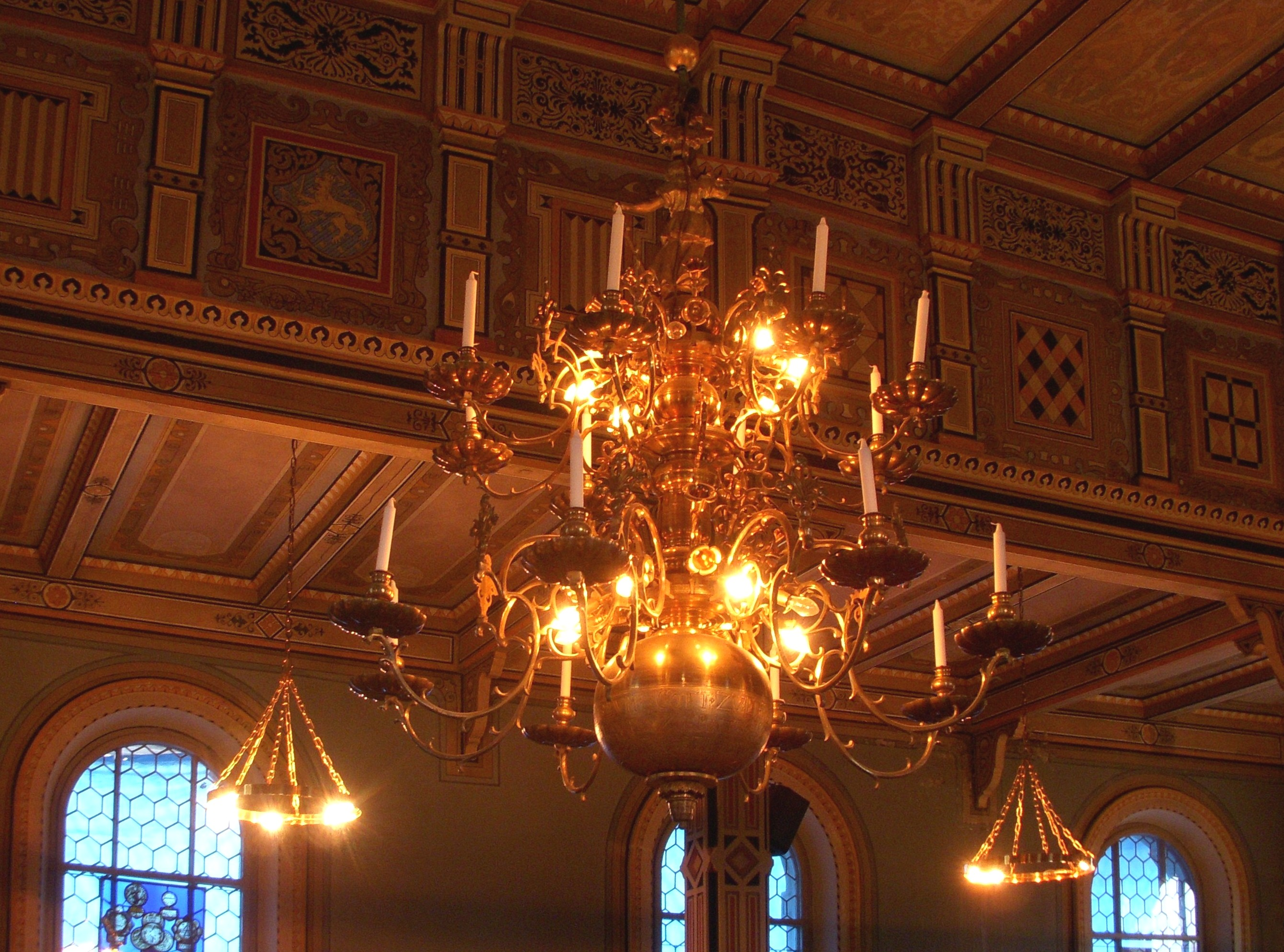
Lustre.